# Porthmologa
Porthmologa is een geslacht van vlinders van de familie sikkelmotten (Oecophoridae), uit de onderfamilie Oecophorinae.

## Soorten
- P. deltophanes Meyrick, 1918
- P. paraclina Meyrick, 1914